# Belgien
Belgien, formellt Konungariket Belgien (nederländska: Koninkrijk België, franska: Royaume de Belgique, tyska: Königreich Belgien), är en konstitutionell monarki i Västeuropa. Belgien gränsar mot Frankrike, Tyskland, Luxemburg och Nederländerna. Belgien är en av grundmedlemsstaterna i Europeiska unionen och är säte för EU:s högkvarter, samt flera andra stora internationella organisationer som Nato. Belgiens yta uppgår till 30 528 km² och befolkningen till drygt 11 miljoner invånare (2019). Landet ligger på gränsen mellan german- och latineuropa och är hem för huvudsakligen två språkliga grupper, den nederländsktalande (mestadels flamländare) och den fransktalande (främst valloner), plus en liten grupp av tysktalande. Belgiens två största regioner är det nederländskspråkiga Flandern i norr och den fransktalande sydliga regionen Vallonien. Huvudstadsregionen Bryssel, officiellt tvåspråkig, är en mestadels fransktalande enklav inom den flamländska regionen.
En liten tyskspråkig gemenskap finns i östra Vallonien.
Belgiens språkliga mångfald och tillhörande politiska och kulturella konflikter återspeglas i den politiska historien och dess komplexa regeringssystem.
Historiskt ingick de nuvarande länderna Belgien, Nederländerna och Luxemburg i ett område som kallades Nederländerna och som täckte en något större yta än dagens Beneluxländer. Regionen kallades Belgica på latin efter den romerska provinsen Gallia Belgica som omfattade mer eller mindre samma område och som i sin tur var uppkallad efter den keltiska folkstammen belgierna som bebodde området. Från slutet av medeltiden fram till 1600-talet var det ett välmående centrum för handel och kultur. Från 1500-talet fram till belgiska revolutionen 1830, när Belgien avskiljdes från Kungariket Förenade Nederländerna, utkämpades många slag mellan europeiska makter på hela Belgiens yta, vilket gör att det har kallats "Europas slagfält",
ett rykte som stärktes genom båda världskrigen.
Vid dess självständighet deltog Belgien ivrigt i industriella revolutionen och under 1900-talet hade Belgien ett antal kolonier i Afrika.
Den andra halvan av 1900-talet präglades av uppkomsten av konflikter mellan de flamländska och fransktalande gemenskaperna. Konflikterna underblåstes dels av kulturella skillnader, dels av en ojämn ekonomisk utveckling i de två huvuddelarna av landet. Dessa fortfarande aktiva meningsmotsättningar har orsakat långtgående reformer av den tidigare enhetliga belgiska staten till en federal stat.

## Namn
Namnet 'Belgien' härstammar från Gallia Belgica, en romersk provins i den nordligaste delen av Gallien som beboddes av belgier (belgae). Historiskt inbegreps Belgien, Nederländerna och Luxemburg i begreppet Nederländerna, som täckte ett något större område än dagens Benelux. Från slutet av medeltiden till 1600-talet var det ett välmående centrum för handel och kultur. Från 1500-talet till den belgiska revolutionen 1830 utkämpades många slag mellan europeiska makter på Belgiens område. Efter att det blivit självständigt deltog Belgien ivrigt i industriella revolutionen, vilket genererade välstånd och även efterfrågan på råvaror. Det senare var en faktor under tiden för dess afrikanska kolonier.

## Historia
Det som idag utgör Belgien var under medeltiden, tillsammans med bland annat nuvarande Nederländerna, en del av det Tysk-romerska riket. Det nuvarande nederländska språket räknades då som inte mer än en lågtysk dialekt. Sedan Nederländerna och Flandern som habsburgska arvsländer tillfallit den spanska kronan år 1556 utbröt så småningom uppror, och Nederländerna lyckades frigöra sig från det spanska väldet. När Belgien omkring femton år efter Napoleonkrigen blev självständigt, till följd av Belgiska upproret 1830, utgjordes grunden för statsbildningen av att större delen av nuvarande Belgien beboddes av romersk-katoliker och till del av franskspråkiga valloner, medan nuvarande Nederländerna huvudsakligen var reformert och utan franskspråkig minoritet. Leopold I (1831–1865) av Sachsen-Coburg valdes 4 juni 1831 till kung. Han besteg tronen den 21 juli, vilket sedan dess är Belgiens nationaldag.
Genom flamländarna hade man tidigare, under 1700-talet, ett kortlivat och föga framgångsrikt ostindiskt kompani. 
Under det koloniala tidevarvet var även Belgien i besittning av ett mindre antal kolonier, i första hand Belgiska Kongo med näraliggande Ruanda-Urundi (nuvarande Rwanda och Burundi). Det belgiska styret av kolonierna, framförallt Kongo, kantades av brutalitet och exploatering av människor och naturtillgångar. Kolonialtiden i Kongo har bland annat skildrats i Joseph Conrads bok Mörkrets hjärta (1902).
Enligt beräkningar reducerades befolkningen i Kongo under perioden 1885 till 1908 med mellan 10 och 13 miljoner som en direkt eller indirekt följd av koloniseringen, som skedde under överinseende av kung Leopold II.
Under 1950-talet började avkoloniseringen och Kongo blev självständigt 1960. Banden till Kongo och Afrika finns emellertid kvar. Det bor bland annat många personer med rötter från de forna kolonierna, i dagens Belgien. 
Vid samma tid som avkoloniseringen, började det stora engagemanget inom EG/Europeiska unionen där Belgien var ett av grundarländerna. Belgiens huvudstad Bryssel är EU:s maktcentrum. År 1958 var Bryssel värd för världsutställningen och man skapade Atomium.
Belgiens geografiska läge skapade nya arbetstillfällen i efterkrigstidens Europa. Bland annat etablerade Volvo en fabrik i Gent.

### Historiska platser
- Waterloo – Slaget vid Waterloo.
- Ieper – Slagen vid Ypern på västfronten i Första världskriget.

## Geografi

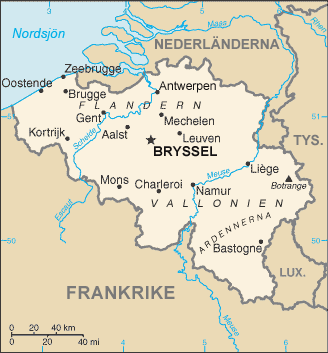
Karta över Belgien

Belgien är i huvudsak ett slättland, som har kust mot Nordsjön och gränsar på landsidorna till Nederländerna, Tyskland, Luxemburg och Frankrike. Belgiens högsta punkt ligger 694 meter över havet och kallas Signal de Botrange.

### Topografi och hydrografi
Belgien är till största del ett låglänt land som gradvis höjer sig från Nordsjön i väster och Nederländerna i norr mot Ardennerna i sydost. Ardennerna är det enda höglandsområdet i landet. Belgien kan delas in i flera topografiska regioner med olika karaktär.
I västra delen ligger det flandriska slättlandet, där kusten domineras av en 8–16 km bred polder – torrlagd mark skyddad av dyner och vallar, täckt främst av lerjord. Den inre delen av slätten, som inkluderar stora delar av Väst- och Östflandern, har sandjord och genomkorsas av floderna Schelde, Leie och Dendre, som alla mynnar i Schelde-estuariet. Området är också rikt på kanaler som binder samman floderna.
Kempenplatån vid gränsen till Nederländerna ligger 50–100 meter över havet och fungerar som en vattendelare mellan Scheldes och Maas flodsystem. Detta är ett sandigt område med vidsträckta hedmarker. Det mellanbelgiska platålandskapet ligger på 50–200 meters höjd och har mjuka former, genomskuret av floder och täckt av bördiga lössjordar.
Ardennernas förland omfattar bland annat Condroz, en platå på över 300 meters höjd med dalar i kalkstenen och högre sandstensryggar. Fagne och Famenne är två sänkor som skiljer denna region från själva Ardennerna. Ardennerna består av devoniska bergarter och utgör en platå, genomskuren av dalgångar för Maas och dess bifloder. Botrange, landets högsta punkt, når 694 meter över havet. De högre delarna har dålig dränering, vilket skapar omfattande sankmarker. I söder ligger Belgiska Lorraine, ett skogsområde med mindre järnmalmsförekomster.

### Klimat
Belgiens klimat är tempererat och maritimt, men påverkas av höjdskillnader och avstånd från havet. Väderförhållandena är varierande på grund av luftmassor och frontsystem som rör sig från Atlanten österut.
Nederbörden är relativt riklig, mellan 750 och 1 000 mm per år, och fördelas jämnt över året. Medeltemperaturen ligger kring 10 °C, med milda, fuktiga vintrar och svala somrar. I Bryssel är medeltemperaturen 2,2 °C i december och 16,6 °C i juli.
I Ardennerna förekommer frost i omkring 100 dagar per år och snöfall i 30–35 dagar. På grund av höjden är julitemperaturen här den lägsta i Belgien. Nederbörden är också högre i Ardennerna, vilket är kopplat till den kuperade terrängen. I Flandern är frostdagarna färre än 60 per år, och snöfall inträffar högst 15 dagar. Närheten till Nordsjön gör heta sommardagar sällsynta.

### Växt- och djurliv
Belgien, som är ett av Europas minsta och mest tätbefolkade länder, har länge påverkats av intensiv markanvändning. På senare år har insatser gjorts för att återställa vissa områden till ett mer ursprungligt tillstånd, vilket gynnar både natur och rekreation.
I nordvästra delen ligger den platta kustzonen vid Nordsjön. Området används intensivt för jordbruk och rekreation. Centrala Belgien präglas av en lägre platå som är kraftigt uppodlad och genomkorsas av vattendrag som används för bevattning. Ardennerna i östra Belgien är den mest naturliga regionen, med skogar, låga berg och raviner.
Nordsjökusten har Belgiens enda kvarvarande tidvattenområde, Zwin, där marrisp blommar under sommaren och fåglar som skärfläcka, fisktärna och vit stork häckar. Här övervintrar också många gäss och änder.
Nordöstra Belgien är hem till landets enda nationalpark, Hoge Kempen. Den har sandiga hedmarker, konstgjorda sjöar och våtmarker där arter som storspov, nattskärra och inplanterad bäver lever. Parken är viktig för både rekreation och lokal ekonomi.
Ardennerna i östra och södra Belgien har högmossar, skogar och våtmarker. Området är känt för arter som tranbär, orre och blå kärrhök. Lo och bäver har återetablerats, och varg observerades åter i Belgien 2011, efter mer än ett århundrades frånvaro.

### Naturskydd
Belgien har endast en nationalpark, Hoge Kempen, som omfattar 60 km², samt flera naturparker. Cirka 14 % av landets yta är skyddad, uteslutande på land. Insatser för att koppla samman naturområden och skapa ekologiska korridorer pågår, med ambitionen att förbättra spridningen av arter och öka den biologiska mångfalden.

## Styre och politik

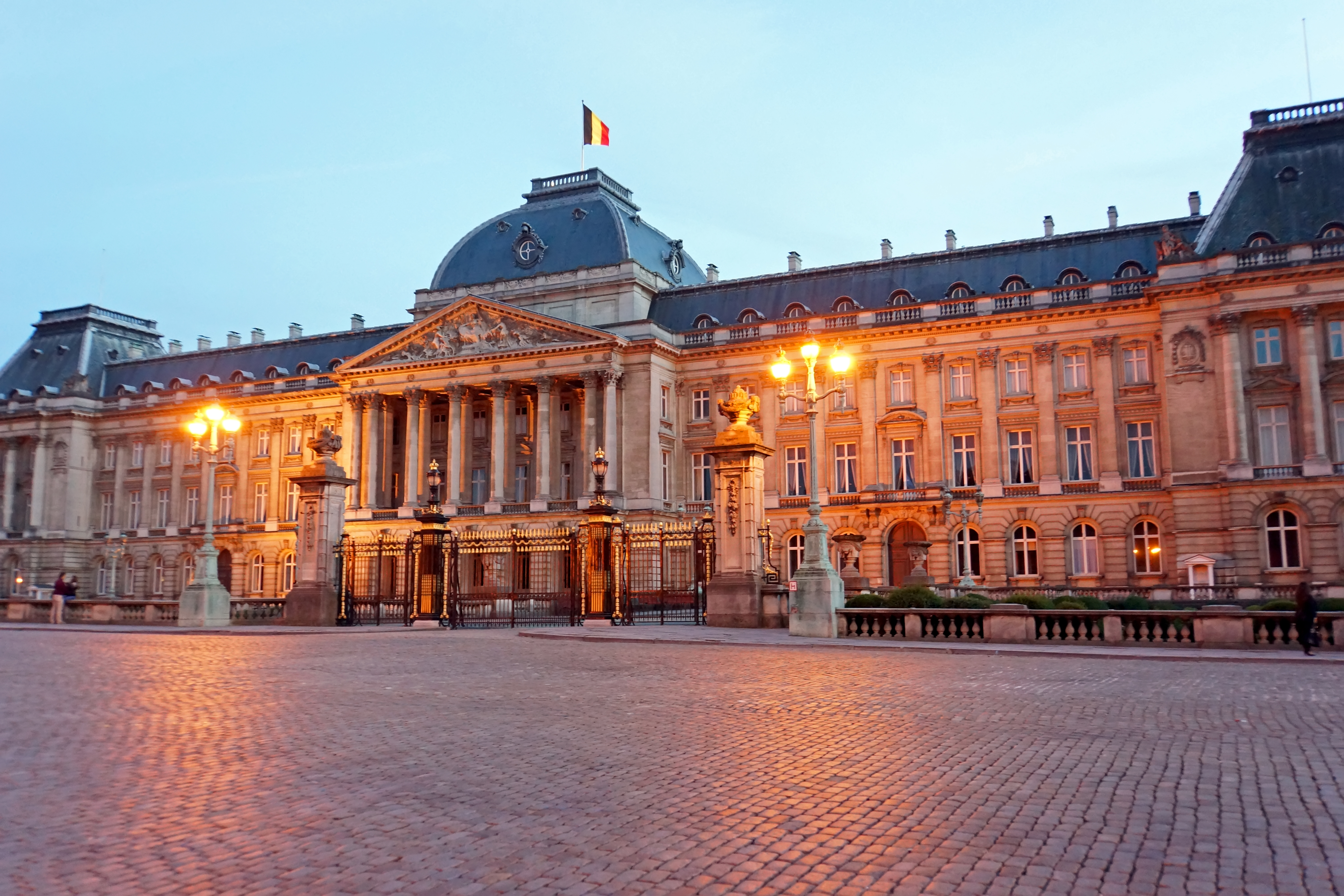
Kungliga slottet i Bryssel.

### Författning och styre
Belgien är en konstitutionell monarki som efter andra världskriget utvecklades ifrån en enhetsstat till en federation. Sedan övergången till ett federalt statsskick 1993 består federationen av 6 enheter: 3 regioner (Flandern, Vallonien, Bryssel) och 3 språkgemenskaper (den nederländsktalande, den fransktalande, den tysktalande). Den federala staten ansvarar för försvar, rättsväsende och socialförsäkringar. Regionerna ansvarar för kommunikationer, infrastruktur, och vissa ekonomiska frågor. Språkgemenskaperna ansvarar för kultur, utbildning och språkpolitik. Länen och kommunerna ansvarar för lokala frågor.

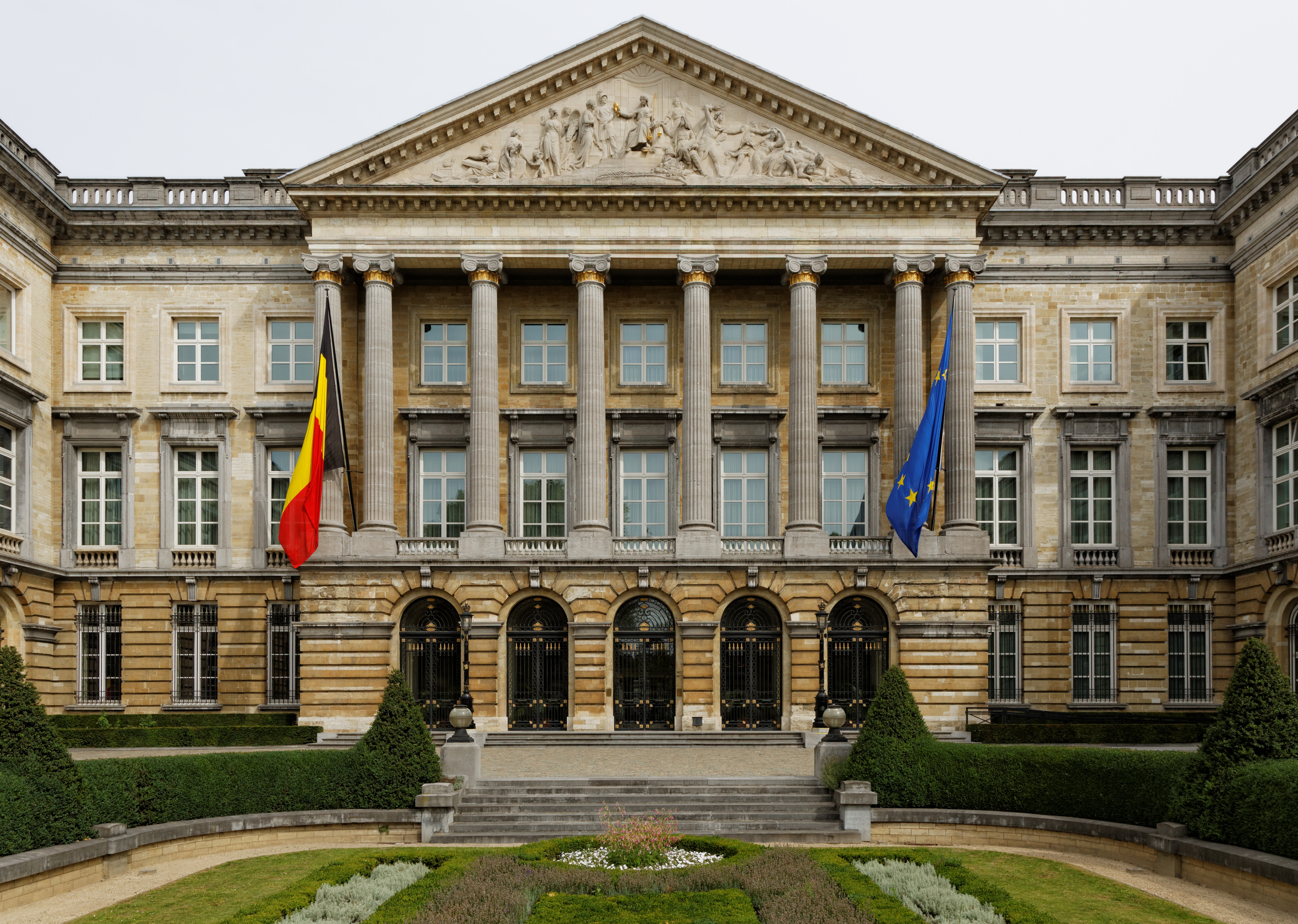
Parlamentsbyggnadens exteriör.

Belgien har ett federalt parlament, bestående av två kamrar, en senat och en representantkammare.

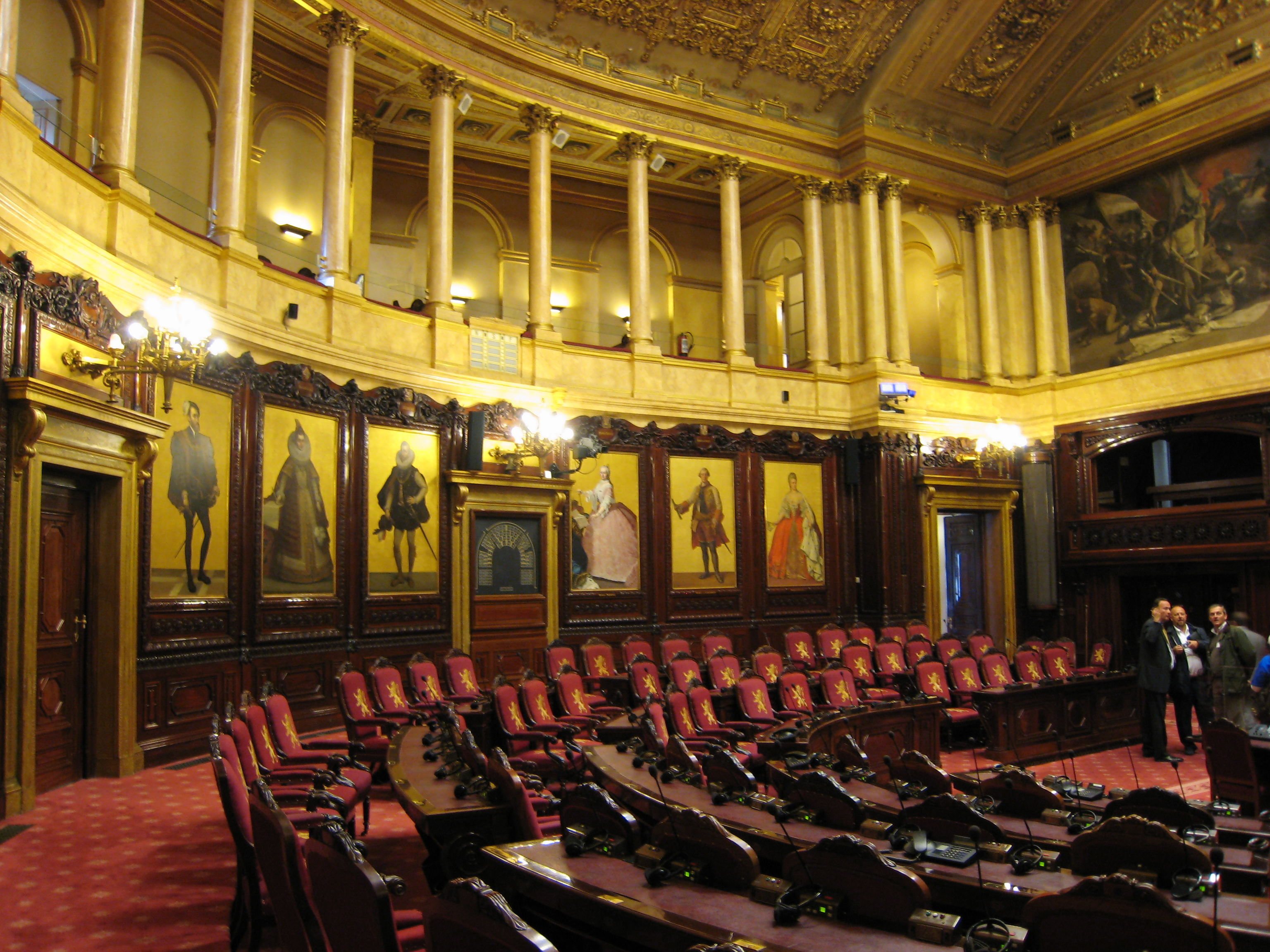
Senatens plenisal.

Efter att en reform genomfördes 2014 består senaten av 50 indirekt valda politiker och 10 koopterade senatorer.

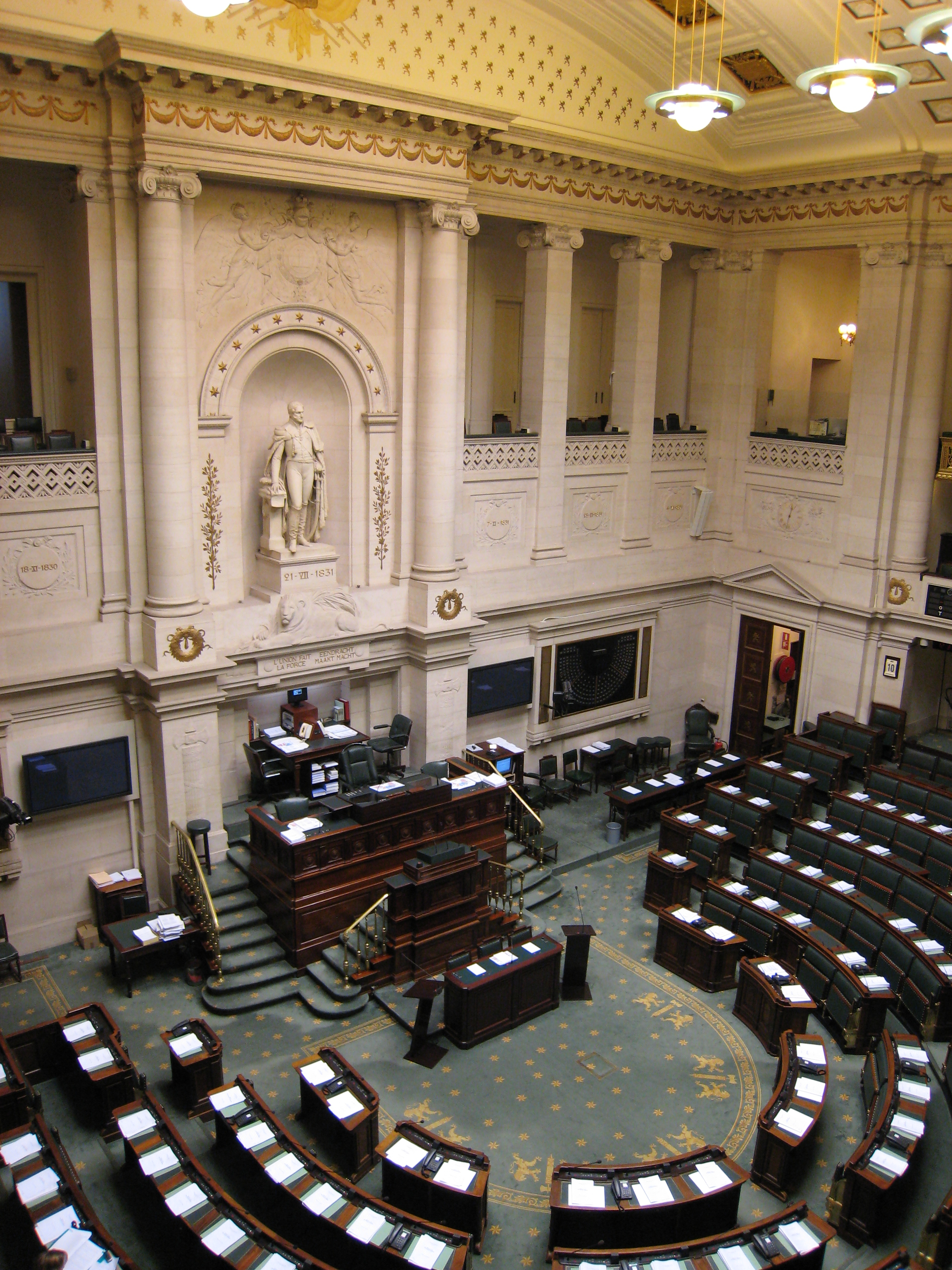
Representantkammarens plenisal.

Representantkammaren består av 150 ledamöter valda enligt ett proportionellt valsystem från 11 valkretsar. Belgien har, precis som till exempel Australien, obligatoriskt valdeltagande, vilket leder till att det har ett av världens högsta valdeltaganden.
Den federala regeringen, formellt utsedd av Belgiens monark, måste åtnjuta representantkammarens förtroende för att bestå (parlamentarism), och den leds av Belgiens premiärminister. Antalet personer som talar nederländska och franska bland regeringens ministrar måste vara lika, detta beskrivs av den Belgiska Konstitutionen. Monarken har de jure omfattande maktbefogenheter, men har efter den sedvänja som växt fram de facto begränsad makt. Den verkliga makten ligger hos premiärministern och landets delstatsregeringar. Rättssystemet bygger på Code Napoléon.

### Administrativ indelning

#### Gemenskaper

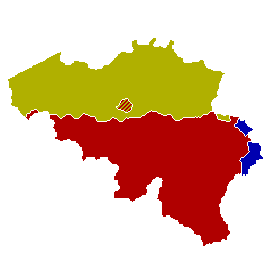
Belgiens federala gemenskaper:
Flamländska gemenskapen
Franska gemenskapen
Tyskspråkiga gemenskapen

Belgien har ett komplext styrelseskick som verkar på olika nivåer med tre federala gemenskaper indelade efter de tre officiella språken i landet. Samtliga gemenskaper har sina egna regionala parlament och regionala regeringar som stiftar lagar inom de områden det regionala styret delegerats. Flamländska gemenskapen är djupt integrerad med regionen Flandern och har gemensamma institutioner.
- Flamländska gemenskapen
- Franska gemenskapen i Belgien
- Tyskspråkiga gemenskapen i Belgien

I Bryssel har de franska och flamländska gemenskaperna en egen regional representation och ett samarbetsorgan för gemensamma frågor. De tre gemenskapskommissionerna är:
- Flamländska gemenskapskommissionen
- Franska gemenskapskommissionen
- Gemensamma gemenskapskommissionen

#### Regioner

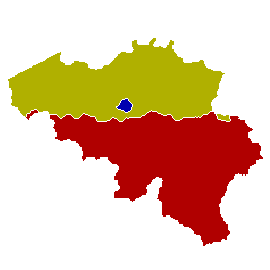
Belgiens federala regioner:
Flandern
Bryssel
Vallonien

Förutom de tre federala gemenskaperna är landet även indelat i tre federala regioner. De två största av regionerna Flandern och Vallonien är i sin tur indelade i vardera fem provinser. Före införandet av federalt styre utgjorde provinserna den huvudsakliga indelningen av Belgien, och före 1995 var exempelvis Brabant en provins innan den delades upp mellan de tre regionerna. Regionen Bryssel saknar provinsindelning.
I Flandern överförde regionen när den bildades omedelbart sina befogenheter till den Flamländska gemenskapen och detta innebär att gemenskapens parlament och regering företräder även regionen. Bryssel, Vallonien sina egna parlament och regeringar skilda från de federala gemenskaperna.

##### Bryssel
Den federala regionen Bryssel har 19 kommuner. Huvudstaden Bryssel är en av kommunerna i regionen.

##### Flandern
Den federala regionen Flandern har fem provinser.
- Antwerpen
- Flamländska Brabant (Vlaams-Brabant)
- Limburg
- Västflandern (West-Vlaanderen)
- Östflandern (Oost-Vlaanderen)

Baarle-Hertog, en av kommunerna i provinsen Antwerpen, utgör delvis ett system av exklaver omgivet av Nederländskt territorium.

##### Vallonien
Den federala regionen Vallonien har fem provinser.
- Vallonska Brabant (Brabant Wallon)
- Hainaut
- Liège
- Luxemburg
- Namur

### Politik
Under 1800-talet behandlade den frankofila politiska och ekonomiska eliten den nederländskspråkiga befolkningen som andra klassens medborgare. Vid slutet av 1800-talet och under stora delar av 1900-talet utvecklades den flamländska rörelsen för att motverka denna situation. En mycket känslig fråga är att delar av denna rörelse, liksom den vallonska Rexrörelsen och ekonomiska ledare i landet, inte ogillade den tyska ockupationen under andra världskriget. Efter andra världskriget blev Belgiens politik mer och mer dominerad av frågan om de två språkgrupperna. Spänningarna mellan grupperna ökade och själva den belgiska statens enhet ifrågasattes. Genom konstitutionella reformer på 1970- och 1980-talen regionaliserades enhetsstaten och blev en federation med tre nivåer, den federala, den regionala och den språkgemenskapliga. Politiska institutioner för dessa nivåer skapades som en kompromiss för att minimera de språkliga, kulturella, sociala och ekonomiska spänningarna.
Belgiens politiska institutioner är komplexa. Den politiska makten är främst organiserad runt behovet att representera de olika språkgrupperna i landet. Sedan 1970 har de större nationella belgiska politiska partierna splittrats upp i separata delar för att inrikta sig specifikt på de olika språkgrupperna. Inom varje grupp tillhör de större partierna tre stora politiska familjer: liberal höger, mittenpolitisk kristdemokrati och socialdemokrati. Bland de mindre partierna finns bland annat två gröna partier och (speciellt i Flandern), nationalistiska partier och partier från extremhögern. Under 1990-talet växte sig det separatistiska politiska partiet Vlaams Blok (senare Vlaams Belang) till ett av de största i Flandern. Politiken påverkas av diverse lobbygrupper, som fackföreningar och företagsgrupper.
Belgiens regent 1951–1993 var kung Baudouin. Han efterträddes av sin yngre bror Albert II (som abdikerade 2013). Efter 1999 års val fick premiärminister Guy Verhofstadt (Öppna VLD) uppdraget att bilda regering och skapade en koalitionsregering bestående av sex partier, från de liberala, socialdemokratiska och gröna blocken. Denna regering blev känd som "regnbågsregeringen" och var den första regeringen sedan 1958 utan representation från kristdemokraterna. Efter 2003 års val fick Guy Verhofstadt fortsätta som premiärminister och skapade en koalition bestående av de fyra liberala och socialdemokratiska partierna, efter att de gröna förlorade de flesta av sina mandat i valet 2003.
I parlamentsvalet den 10 juni 2007 tappade dock Guy Verhofstadts koalition mellan liberaler och socialister mark till förmån för de flamländska kristdemokraterna CD&V, under ledning av Yves Leterme. Leterme utropade sig som vinnare inför anhängare viftande med flamländska, inte belgiska, flaggor. Efter nio månaders segdragna regeringsförhandlingar (under vilka Verhofstadt först ledde en expeditionsministär och därefter en interimsregering) tillträdde Leterme som premiärminister den 20 mars 2008. Den tvåspråkige Leterme, vars far är vallon, har byggt sin politiska karriär i Flandern och sa i ett uttalande 2006 att de fransktalande i Vallonien saknar den "intellektuella kapaciteten" att lära sig nederländska.
Den nya koalitionsregeringens främsta utmaning var att infria Letermes vallöften om maktöverlåtelse till landets regioner. Premiärministern hade utlovat en plan för hur detta skulle ske, till den 15 juli 2008. Men då Leterme misslyckades med att få ihop en dylik överenskommelse så lämnade han samma dag in sin avskedsansökan till kungen. Albert II vägrade dock att acceptera Letermes avskedsansökan och bad tre veteranpolitiker att hjälpa denne att lösa landets regeringskris. I december 2008 erbjöd sig Leterme att avgå ytterligare en gång efter krisen kring försäljningen av Fortis. I detta läge accepterades hans avgång och den flamländska kristdemokraten Herman Van Rompuy svors in som premiärminister den 30 december 2008.

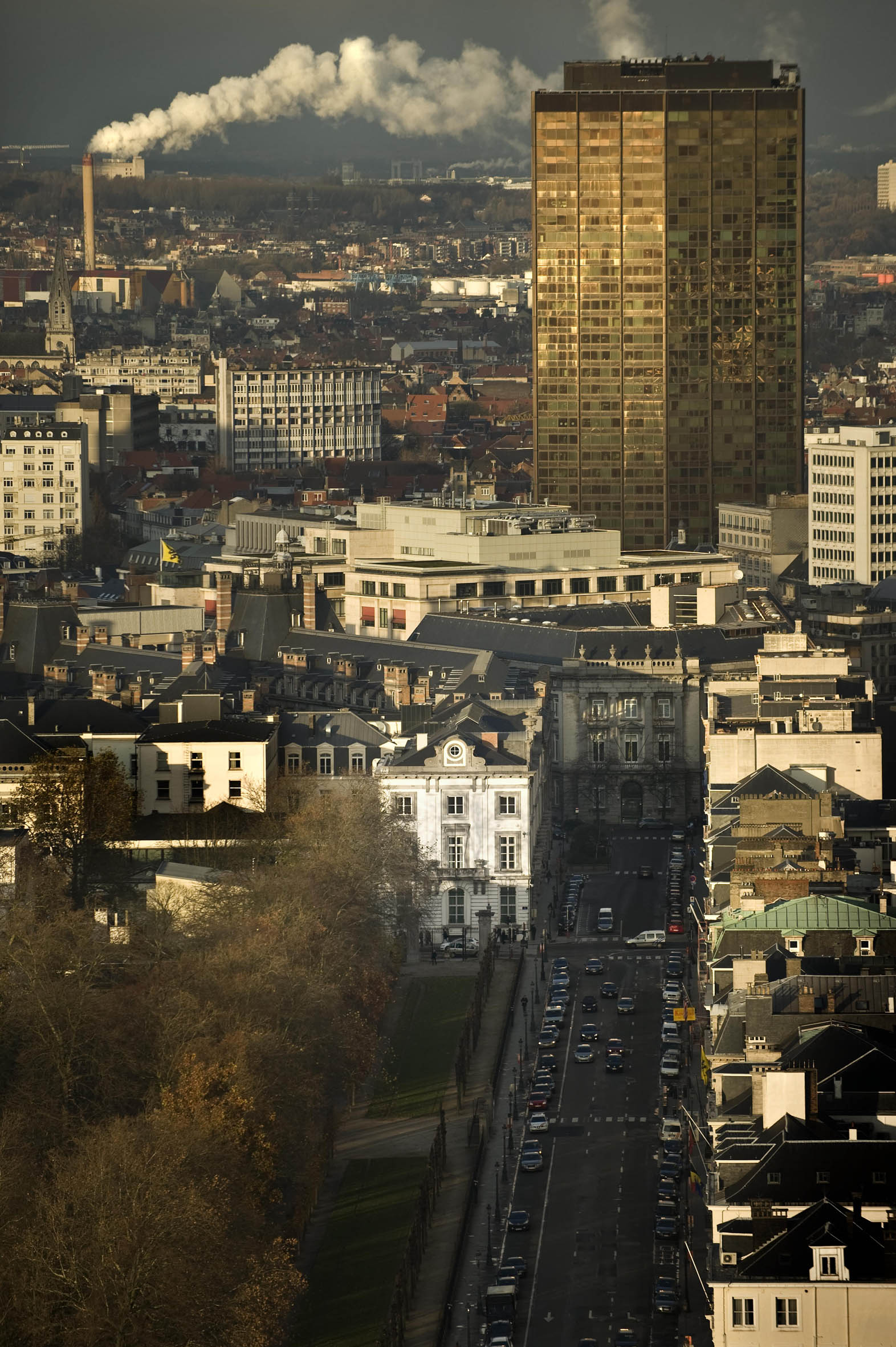
Vid 16 Rue de la Loi/Wetstraat 16 har Belgiens premiärminister sitt kontor.

Efter att Herman Van Rompuy tillträtt som ordförande för Europeiska rådet övertog Yves Leterme premiärministerposten och svors in den 22 april 2010. Leterme lämnade ännu en gång in sin avskedsansökan till Albert II, efter att en av koalitionens partner, OpenVLD, lämnat regeringen. Kungen accepterade regeringens avskedsansökan och nyval sattes till den 13 juni.
Nya parlamentsval hölls i Belgien den 13 juni 2010. Störst framgångar i valet rönte flamländska separatistiska N-VA och blev därmed det största partiet i både Flandern och hela Belgien. Det socialistiska partiet PS blev det största partiet i Vallonien och huvudstaden Bryssel.
Den 17 juni 2010 bad kung Albert II den flamländske separatistledaren Bart De Wever, ledare för Ny-Flamländska Alliansen, att undersöka möjligheterna att bilda regering. Förhandlingarna kollapsade dock återkommande gånger och inte förrän den 6 december 2011 kunde en ny belgisk regering tillträda under ledning av den franskspråkige socialistledaren Elio Di Rupo. Belgien hade då letts av en expeditionsministär under 541 dagar vilket är världsrekord i regeringskris.
I juli 2013 tillträdde Philippe av Belgien som ny konung av Belgien.
I dess index över pressfrihet för år 2010 rankade Reportrar utan gränser Belgien som nummer 14 av 178 länder.
Konflikten mellan flamländare och fransktalande valloner gör det svårt att bilda starka regeringar i Belgien. Ofta är det svårt att alls få till koalitioner. Efter valet i maj 2019 dröjde det 16 månader innan en ordinarie regering var på plats. Sju partier ingår i regeringen som leds av den flamländska liberalen Alexander De Croo.

#### Politiska partier
- Nationalistiska
  - Vlaams Belang: VB
  - Libertair, Direct, Democratisch: LDD
  - Front National (Belgien): FN

- Konservativa
  - Centre démocrate humaniste: cdH
  - Ny-Flamländska Alliansen: N-VA

- Kristdemokratiska
  - Kristdemokratisk och Flamländsk: CD&V
  - Kristsociala partiet: CSP

- Liberala
  - Öppna VLD: Open-VLD
  - Mouvement Réformateur: MR
  - Front Démocratique des Francophones: FDF
  - Vivant: Vivant

- Socialistiska 
  - Socialistiska partiet (franskspråkiga Belgien): PS
  - Socialistische Partij Anders: sp.a

- Gröna
  - Grön!: Groen!
  - Ecolo: Ecolo

- Kommunistiska
  - Belgiens kommunistiska parti: kp (nedlagt)
  - Belgiska arbetarpartiet: PVDA

### Försvar

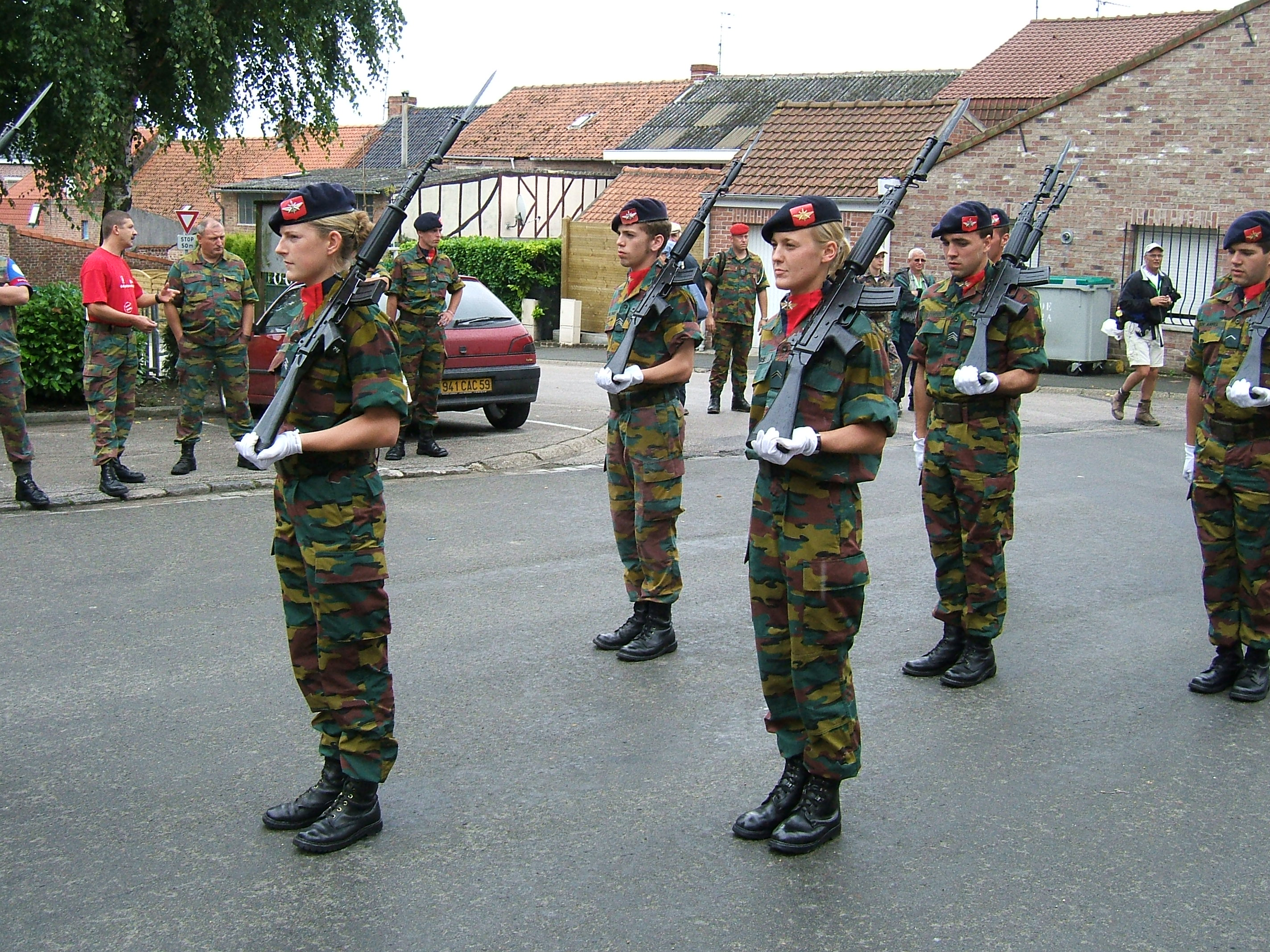
Belgiska luftvärnssoldater vid uppvisningsexercis.

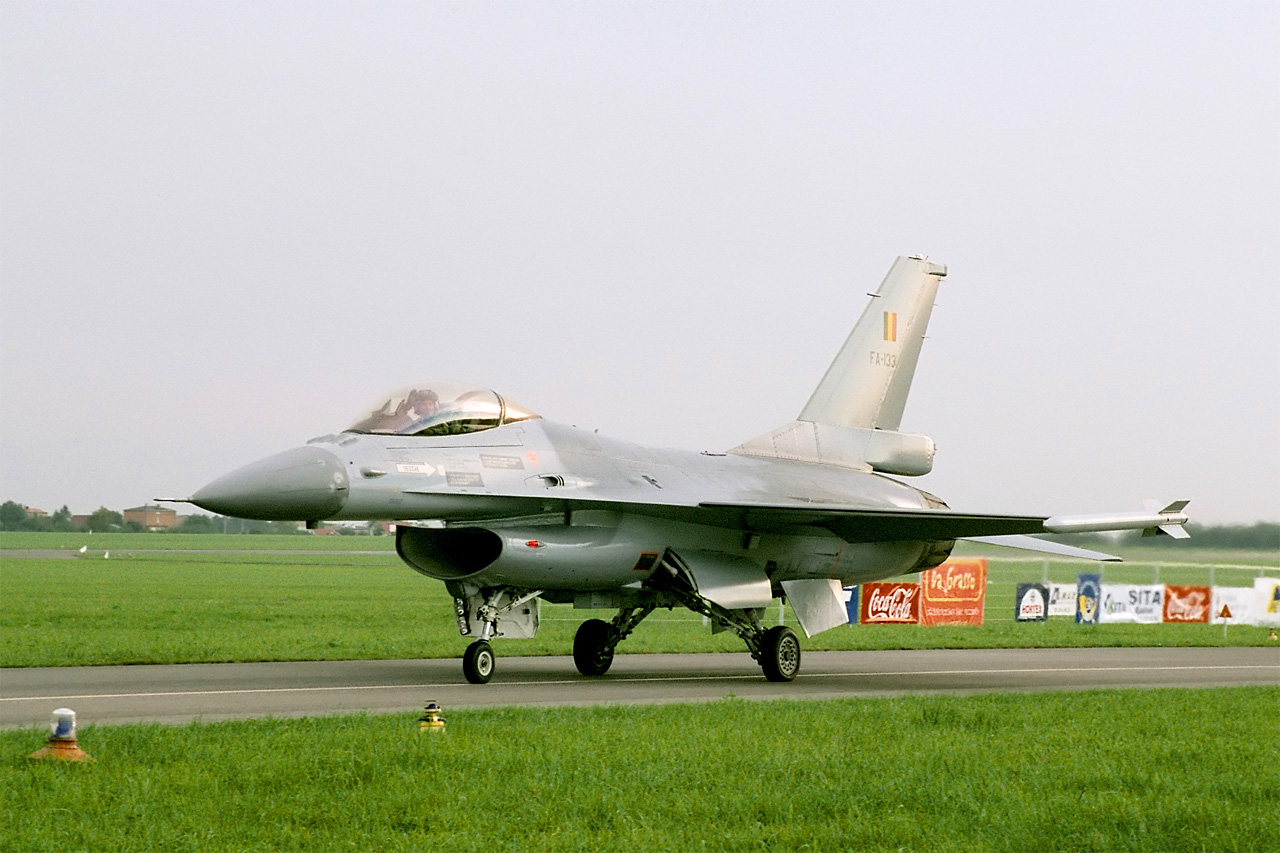
Ett belgiskt F-16 Fighting Falcon-plan vid flyguppvisning.

Belgien är medlem i både Nato och Europeiska unionen. Belgien har avskaffat värnplikten och den belgiska försvarsmakten består numera endast av yrkessoldater. Fredsstyrkan är 40 000 soldater. I reserven ingår 60 000 soldater.
I den belgiska armén - Landcomponent eller Composante Terre - ingår 26 000 soldater (varav 1 500 kvinnor). Den består av 3 mekaniserade brigader, 1 fallskärmsjägarbrigad och 3 helikopterbataljoner. De viktigaste markstridsplattformarna är 150 stridsvagnar Leopard 2, 150 spaningspansarbandvagnar Scimitar, 270 pansarskyttebandvagnar YPR-765, 300 pansarbandvagnar M-113, 200 pansarbandvagnar Spartan och 110 bandkanonvagnar M109 haubits.
I den belgiska marinen - Marinecomponent eller Composante Maritime - ingår 2 600 soldater (varav 270 kvinnor). De viktigaste sjöstridsplattformarna är tre fregatter, fyra minfartyg och nio minröjningsfartyg. De belgiska och nederländska marinerna är underställda en gemensam sjöstridsledning i Den Helder, Nederländerna.
I det belgiska flygvapnet - Luchtcomponent eller Composante Air - ingår 11 500 soldater (varav 800 kvinnor). Den viktigaste flygstridsplattformen är 90 Lockheed Martin F-16 Fighting Falcon. Dessutom finns 11 Lockheed Martin C-130 Hercules transportflygplan.
Den belgiska militära sjukvårdstjänsten - Medische Component eller Composante Médicale - bildar en egen försvarsgren med 1 250 soldater i fredsorganisationen.

## Ekonomi och infrastruktur
Trots den till synes goda ekonomin har landet också stött på problem. På 1990-talet kämpade Belgien med arbetslöshet och budgetunderskott. Då uppgick statsskulden till 135 % av BNP. Tack vare svångremspolitik minskade statsskulden och budgetunderskottet, och till slut kvalificerade Belgien sig för ett medlemskap i Europeiska monetära unionen (EMU) 1999. År 2002 gick landet med i den europeiska valutaunionen och bytte från francs till euro.
Landets ekonomi hade stabiliserat sig i början av 2000-talet men stötte återigen på problem 2007 i samband med den globala krisen. Statsskulden ökade åter, och 2011 låg den på 103 % av BNP. Finanssektorn i landet drabbades hårt, men Belgien klarade sig bra i förhållande till övriga länder inom EU-zonen tack vare det snabba agerandet från statens sida när de nationella bankerna fick problem. Även det statliga stödet till arbetsmarknaden förhindrade en större ökning av arbetslösheten.

### Näringsliv

#### Jordbruk
Jordbruket är högavkastande men spelar mindre roll för landets ekonomi. Stadsbebyggelsen breder ut sig alltmer och den odlingsbara ytan minskar. Områdena innanför kusten i nordost är de bördigaste. Boskapsskötsel (mejeriprodukter) och trädgårdsodling (frukt, grönsaker) är betydelsefulla näringar.

#### Industri
Förutom tjänstesektorn spelar industrin också en stor roll för landets ekonomiska utveckling då landet har genomgått en väldigt snabb industrialiseringsprocess. Koltillgångarna i söder och det centrala läget var också en förutsättning för industrialiseringen. Två näringar har sedan gammalt dominerat i Belgien, nämligen textilindustrin i Flandern och gruvindustrin i Vallonien.
Från 1100-talet upplevde Flandern en ekonomisk storhetstid genom vävnadsindustrin i Gent, Brygge och Ypern, och handeln blomstrade under medeltiden i städer som Bryssel och Antwerpen. Förutom tyger är spetsar och mattor välkända produkter. Textilindustrin finns kvar i Gent och Verviers, men minskar i betydelse.
En kraftig nedgång har drabbat järn- och stålverken i Vallonien. De har varit knutna till koldistrikten i regionen som har gamla anor i metallhantering. Vallonska smeder hämtades på 1600-talet till de svenska järnbruken. I stålkrisens spår har gruvorna i söder lagts ned, men Liège och Charleroi är alltjämt viktiga centra för tung industri. Nya satsningar, bl.a. med utländskt kapital som attraherats av EU, har gjorts i Flanderns kuststäder (varv, bil- och maskintillverkning).
Antwerpen, känt för sin diamantslipning, har idag en stor olje- och kemisk industri, och i Brysselområdet finns bl.a. en livsmedelsindustri. Belgien har många multinationella företag. Det äldsta, och största, inhemska företaget var Société Générale de Belgique, som bildades redan 1822 och existerade till 2003. 

#### Tjänster och turism
I Belgien är tjänstesektorn dominerande och står för minst 70 % av landets totala BNP.

### Handel
Belgiens beroende av utrikeshandeln är mycket stort.
Tack vare det geografiska läget och det goda transportnätverket kan Belgien effektivt driva handel med andra länder, främst inom EU:s marknad. Utländska företag har också satsat på att driva sina företag i just Belgien.
De viktigaste exportvarorna för landet är främst livsmedel, bilar och textilier. Belgien är även beroende av import och måste importera över 80 % av de råvaror som behövs för att kunna driva landets industri.

### Infrastruktur

#### Transporter
Belgien har ett väl utvecklat transportsystem med några av världens mest täta vägar och järnvägar. Vägnätet sträcker sig över 152 200 kilometer, inklusive 1 700 kilometer motorvägar. Landet korsas av sju europavägar. Järnvägsnätet omfattar 3 200 kilometer, varav 2 156 kilometer är elektrifierade, och inkluderar viktiga sträckningar som Oostende–Köln–Berlin–Moskva och Köpenhamn–Köln–Paris.
Även om Belgiens kanalsystem är mindre omfattande än Nederländernas, spelar det en viktig roll för transporter av bulkvaror inom landet. Kanalerna, som moderniserades på 1960-talet, förbinder städer som Antwerpen, Bryssel, Charleroi, Namur, Gent och Liège. Albertkanalen, som går genom Kempen, har varit avgörande för Antwerpen, vars hamn är en av världens största och den största i Europa för styckegods. Hamnen tjänar inte bara Belgien utan även stora delar av Frankrike och Tyskland. Andra betydande hamnar finns i Gent, Brygge och Zeebrugge, och färjetrafik till Storbritannien sker huvudsakligen via Oostende.
När det gäller flygtrafik är Bryssel värd för landets största internationella flygplats. Även flygplatserna i Antwerpen och Oostende hanterar internationella flygningar.

## Befolkning

### Demografi
Den senaste folkräkningen hölls den 1 januari 2011 och då uppgick den folkbokförda befolkningen i Belgien (de jure) till 11 000 638 invånare, varav 5 401 718 män och 5 598 920 kvinnor. Folkräkningar hade tidigare hållits 2001, 1991, 1981, 1970 och 1961. Belgien för ett befolkningsregister (nederländska: Rijksregister, franska: Registre national, tyska: Nationalregister) över medborgare och icke-medborgare som är bosatta i Belgien, och Statistics Belgium publicerar årligen uppgifter om invånarantal, kön, civilstånd, ålder och boningsort. Den folkbokförda befolkningen den 1 januari 2016 utgjorde 11 250 585 personer, varav 1 180 531 i regionen Bryssel, 6 471 996 i regionen Flandern och 3 598 058 i regionen Vallonien.
Räknat till ytan storleksmässigt sett kommer Belgien på 34:e plats av de 48 staterna i Europa.

#### Större städer
1. Bryssel, Belgiens huvudstad
2. Antwerpen, residensstad i provinsen Antwerpen, och största stad i Flandern
3. Gent, residensstad i provinsen Östflandern
4. Charleroi, största stad i Vallonien
5. Liège, residensstad i provinsen Liège, Vallonien
6. Brygge, residensstad i provinsen Västflandern

#### Urbanisering
Med drygt 370 invånare per km² har Belgien den näst högsta befolkningstätheten i Europa, efter grannlandet Nederländerna (frånräknat några mikrostater). 

### Språk
Belgien ligger på kulturgränsen mellan det germanska och det latinska Europa. Landets två största regioner är det nederländskspråkiga Flandern i norr, som har 58% av befolkningen, och det franskspråkiga Vallonien i söder med 32%. Brysselregionen, som officiellt är tvåspråkig, är en mestadels franskspråkig enklav inom den flamländska regionen och har 10% av befolkningen. En liten tyskspråkig gemenskap finns i östra Vallonien. Belgiens språkliga mångfald och de politiska och kulturella konflikter som har anknytning till denna avspeglas i Belgiens politiska historia och dess komplexa politiska system.
Sedan Belgiens tillkomst 1830 har franska varit det dominerande kulturspråket men landet blev formellt tvåspråkigt 1898. Den gamla spänningen mellan de flamländska och de vallonska områdena skärptes åter på 1980-talet och bröt ut i öppna oroligheter. Till de språkliga och kulturella motsättningarna kom nu också ekonomiska (Vallonien upplevde en ekonomisk tillbakagång, Flandern klarade sig bättre).

### Religion
Huvuddelen av befolkningen är katoliker (90 %). Katolska kyrkan har sin tyngdpunkt bland de flamländsktalande i norr.

## Kultur

### Konstarter

#### Musik
Under medeltiden var Flandern ett musikaliskt centrum i Europa genom de s.k. nederländska skolorna (bl.a. Josquin des Prez, Orlando di Lasso). Efter självständigheten 1830 blommade musiklivet åter upp med en livlig konsert- och operaverksamhet. Det största namnet under 1800-talet var flamländaren César Franck. Sångaren och visdiktaren Jacques Brel var också flamländare.
Sandra Kim, Toots Thielemans och sopranen Ulrich Wimmer, boende i Sverige, erbjuder lite av det belgiska musiklivet. Kända musikevenemang: Drottning Elisabeths musiktävling och Rock Werchter.
I dagsläget är Belgien, vid sidan av Nederländerna ett av de mer framstående länderna inom modern dansmusik. Kända belgiska akter inom detta område är till exempel Kate Ryan, Ian van Dahl, Stromae och Lasgo. Ett antal kända synthband såsom Front 242 och Vomito Negro kommer också från landet.

#### Bildkonst
I den belgiska konsten efter självständigheten 1830 avspeglas landets kulturella förbindelser med Frankrike och det flamländska arvet av folklighet och fantasteri. Under 1800-talets slut fick Constantin Meunier internationell uppmärksamhet genom sina arbetarskildringar i skulptur och måleri. Det fantastiska draget finns i Félicien Rops makabra teckningar och framför allt hos James Ensor, en av det moderna Belgiens första stora målare och en föregångare till expressionismen och surrealismen. Georges Vantongerloo var som skulptör och målare en av neoplasticismens pionjärer och en av grundarna av konstnärsgruppen De Stijl 1917. Surrealismen i måleriet fördes vidare av Paul Delvaux och René Magritte, som målade vardagliga föremål i bisarra kombinationer. Stort inflytande fick den flernationella gruppen Cobra (1948–51) där belgarna Pierre Alechinsky och Corneille ingick. Influerad av surrealismen spelade Marcel Broodthaers stor roll för måleriet under 1960- och 70-talen med sina verk fyllda av bokstavs- och talsymbolik.

##### Serier
Belgien har tillsammans med grannlandet Frankrike en rik tradition av tecknade serier, se bland andra Tintin, Smurfarna, Finn och Fiffi och Lucky Luke.

#### Arkitektur
Belgiens arkitektur påminner mycket om Jugend stilen och mycket nya byggnader byggdes mellan 1890 och 1920-talet. Cinquantenaire och Grand palace är två platser där jugend stilen märks av tydligt.

### Traditioner

#### Helgdagar och högtider
| - Nyårsdagen - Belgiens nationaldag - Jungfru Marie himmelsfärd - Alla helgons dag - Vapenstilleståndsdagen - Annandag pingst - Kristi himmelsfärdsdag - Pingst - påsk - Annandag påsk - Juldagen Denna lista hämtas från Wikidata. Informationen kan ändras där. |

Belgien har flera viktiga datum kopplade till monarkin:
Den 21 juli firas Belgiens nationaldag till minne av kung Leopold I:s som landets första kung 1831. Denna dag är fylld med festligheter, inklusive militär- och civilparader som vanligtvis äger rum på Place des Palais. Sedan 1866 firas den kungliga högtiden den 15 november, vilket sammanfaller med namnsdagen för Leopold (enligt den germanska kalendern) och Albert (allmän kalender). Under prins Charles regentskap kallades denna dag felaktigt för "Dynastins högtid", vilket korrigerades av inrikesministern 1953. 
Minnesdag för avlidna medlemmar av kungafamiljen hålls årligen den 17 februari. Bakgrunden är att det den 17 februari 1935 hölls en mässa till minne av kung Albert I:s död, som omkom i en olycka vid Marche-les-Dames 1934. Efter drottning Astrids död den 29 augusti 1935 beslutades det att denna dag årligen skulle hedra alla avlidna medlemmar av kungafamiljen. Mässan hålls varje år i kyrkan i Laken och är en familjeangelägenhet.

#### Matkultur
Belgien är känt för pommes frites, som man menar är belgiska från början. Dessa säljs på många håll i gatustånd och serveras ofta med majonnäs. Landet är även känt för våfflor, belgisk choklad, belgiskt öl och skaldjur. Som Belgiens egentliga nationalmaträtter betraktas waterzooi (kyckling eller fisk med strimlade grönsaker i en buljongbaserad sås) och carbonnade flamande / stoofvlees (flamländsk köttgryta på nötkött marinerat i mörkt öl). Mycket vanligt är också moules frites / mosselen-friet som är kokta musslor serverat med pommes frites. Grodlår är också mycket vanligt förekommande i Belgien och serveras ofta med vitlök och tomater.

#### Kultursymboler
Blomman Lyktmalva (Abutilon megapotamicum) har kallats Belgiens flagga med anledning av att blommans tre delar har färger som liknar dem i Belgiens flagga: svart (ståndarna) – gult (kronbladen) – rött (fodret).

## Internationella rankningar
| Organisation                                | Undersökning                   | Rankning  |
| ------------------------------------------- | ------------------------------ | --------- |
| The Economist                               | Demokratiindex 2018            | 31 av 167 |
| World Bank Group                            | Doing Business Report 2019     | 45 av 190 |
| Heritage Foundation/The Wall Street Journal | Index of Economic Freedom 2019 | 48 av 180 |
| FN:s utvecklingsprogram                     | Human Development Index 2018   | 17 av 189 |
| Transparency International                  | Korruptionsindex 2018          | 17 av 180 |
| Reportrar utan gränser                      | Pressfrihetsindex 2019         | 9 av 180  |